# Will Atkinson
William Henry "Will" Atkinson (Driffield, 1988. október 14. –) angol labdarúgó, a Southend United FC-ben játszik középpályásként.

## Pályafutása

### Hull City AFC
Atkinson a Hull City ifiakadémiáján kezdett futballozni. 2006-ban kapta meg első profi szerződését. Eddig mindössze egy Plymouth Argyle elleni FA-kupa-meccsen játszott a felnőttek között, 2008 januárjában. Kölcsönben a Port Vale-nél, a Mansifled Townnál és a Rochdale-nél is megfordult kölcsönben, hogy tapasztalatot gyűjtsön.

## Fordítás
- Ez a szócikk részben vagy egészben  a   Will Atkinson című angol Wikipédia-szócikk fordításán alapul.  Az eredeti cikk szerkesztőit annak laptörténete sorolja fel. Ez a jelzés csupán a megfogalmazás eredetét és a szerzői jogokat jelzi, nem szolgál a cikkben szereplő információk forrásmegjelöléseként.